# Montanhas Qilian

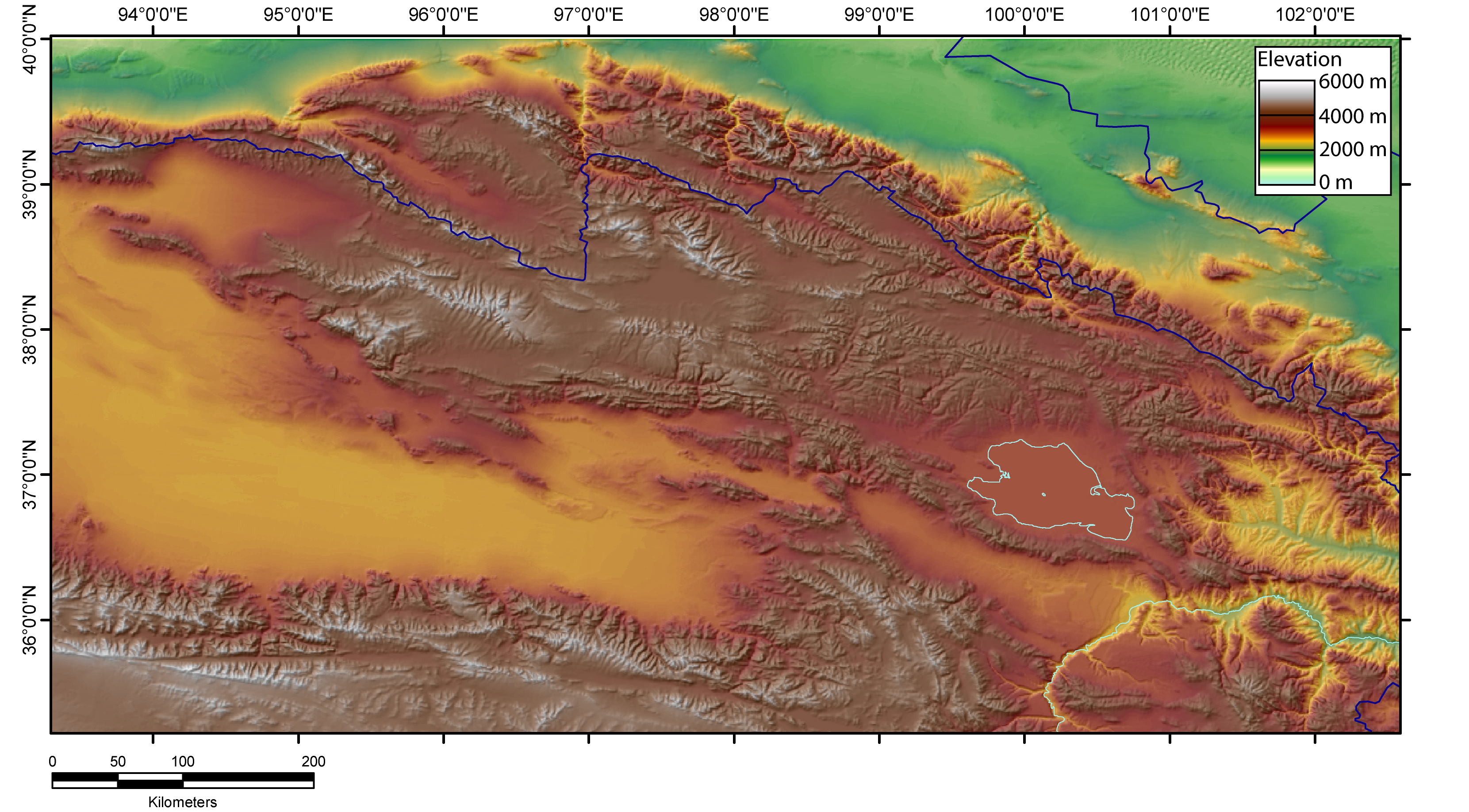
Mapa topográfico da região

As Montanhas Qilian (chinês simplificado: 祁连山, pinyin: Qílián Shān, Wade–Giles: Ch'i2-lien2 Shan1), também conhecido como Montanhas Nã (chinês: 南山, literalmente "Montanhas do Sul", pois fica a sul do Corredor de Hexi), é uma cordilheira errante ao norte das montanhas Kunlun e que forma a fronteira entre as províncias de Chingai e Gansu, no norte da China.